# 松井兵三郎
松井 兵三郎（まつい ひょうざぶろう、1874年〈明治7年〉6月1日 - 1937年〈昭和12年〉9月20日）は、大日本帝国陸軍軍人。最終階級は陸軍中将。功五級。

## 経歴
京都府上京葭屋町通（現京都市上京区）で商家・松井鑰三郞の長男として生まれ、1883年（明治16年）に家督を相続した。京都府立第一中学校（現京都府立洛北高等学校・附属中学校）を卒業。
1896年（明治29年）5月、陸軍士官学校（7期）を卒業し、1897年（明治30年）1月、陸軍歩兵少尉に任官し近衛歩兵第1連隊付となる。1901年（明治34年）10月、陸軍大学校（18期）に入学したが、日露戦争勃発のため1904年（明治37年）2月に陸大を中退。近衛歩兵第1連隊中隊長として出征。1906年（明治39年）3月に陸大に復帰し、同年11月に卒業して参謀本部に配属された。
陸軍戸山学校教官、歩兵第22連隊付などを歴任。1916年（大正5年）8月、歩兵大佐に昇進し、同年11月、歩兵第42連隊長に就任。1917年（大正6年）兵学研究のため欧州に派遣。第14師団参謀長、陸軍省軍務局航空課長を経て、1920年（大正9年）8月、陸軍少将に進み青島守備歩兵隊司令官として第一次世界大戦に出征。
サガレン州派遣軍参謀長、第5師団司令部付、歩兵第1旅団長を経て、1925年（大正14年）5月、陸軍中将に進み憲兵司令官に就任。1927年（昭和2年）3月、第16師団長に親補された。1930年（昭和5年）8月に待命となり、同年同月、予備役に編入された。